# JR貨物U55A形コンテナ
U55A形コンテナ（U55Aがたコンテナ）は、日本貨物鉄道（JR貨物）輸送用として籍を編入している31 ft私有コンテナ（有蓋コンテナ）である。

## 概要
本形式の数字部位 「 55 」は、コンテナの容積を元に決定される。このコンテナ容積55 m3の算出は、厳密には端数四捨五入計算の為に、内容積54.5 m3 - 55.4 m3の間に属するコンテナが対象となる。
また形式末尾のアルファベット一桁部位「A」は、コンテナの使用用途（主たる目的）が「普通品の輸送」を表す記号として付与されている。
トヨタ自動車では2006年（平成18年）から自動車部品専用列車「ロングパス・エクスプレス」を運行している。ロングパス・エクスプレスは、名古屋南貨物駅発、盛岡貨物ターミナル駅着の専用列車でありJR線内の荷役管理は、本コンテナ所有者日本通運が行っている。トヨタの生産方式である「ジャストインタイム」では在庫を極力減らし流動資産減少の製造方法である。この為荷役時間の短縮、定時性、効率化が求められ本コンテナの両側フルウイング開きが採用された。

## 番台毎の概要

### 39500番台
39501 - 39950（450個）
日本通運所有。日通商事製造の、片妻側・両側フルウイング開きの三方開き構造を採用。「トヨタロングパス」と名付けられた自動車部品輸送用に配備された為に、全ての固体両側に「 TOYOTA 」の文字が大書きされている。三種類の規格外ハローマーク付き = 全高2,800 mm (H)、全長9,410 mm (L)、総重量14.5 t (G)。コキ50000形積載禁止。フォークポケットは空荷時専用。
39951 - 39966（16個）
日本梱包運輸倉庫所有。二種類の規格外ハローマーク付き = 全高2,790 mm (H)、全長9,410 mm (L)、総重量15.5 t。
コキ50000積載禁止。39951のみロゴマーク無し。2019年頃に39963から39966が増備された。
139501 - 139810（310個）
日本通運所有。日通商事製造の片妻側、両側フルウイング開きの三方開き構造を採用。三種類の規格外ハローマーク付き = 全高2,800 mm (H)、全長9,410 mm (L)、総重量14.5 t (G)。従来からのトヨタ輸送用の内、老朽化などの更新用としながらも、「 TOYOTA 」の文字はない。代わりに日通の汎用ロゴシリーズの流れにより、容積55 m3と全長が31フィートサイズなどの特徴を現した「 55 BIG ECO LINER 31 」表記となった。
コキ50000積載禁止。架線下のトップリフター荷役禁止。

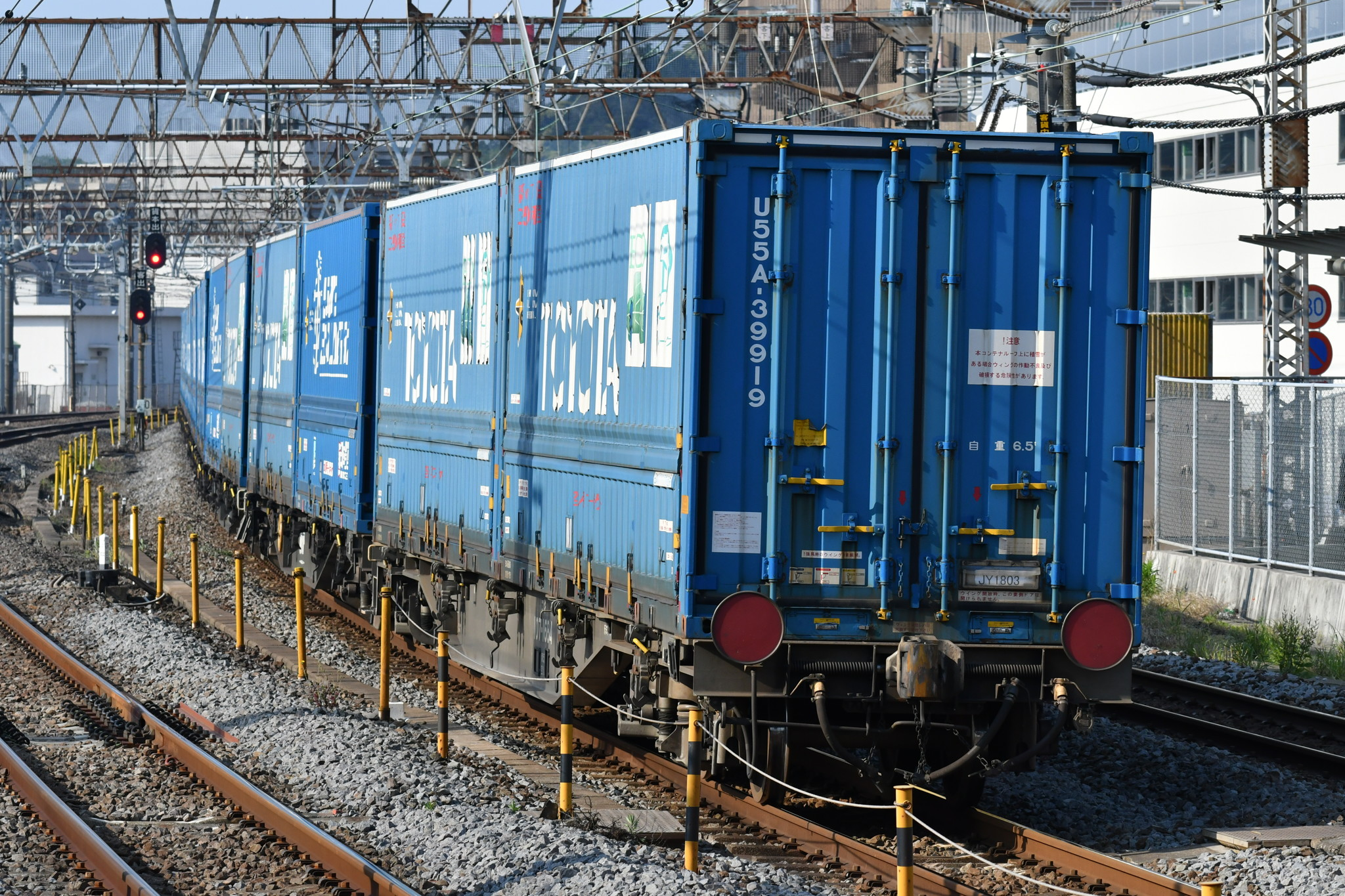
東海道本線の下り貨物第2053番列車 （トヨタ・ロングパス・エクスプレス）。この列車は盛岡貨物ターミナル駅を前日の22時30分に発ち、名古屋南貨物駅に撮影日の14時すぎに到着する予定。列車の最後尾はコキ107形-1684。 （神奈川県／大船駅にて、2018年4月20日撮影）
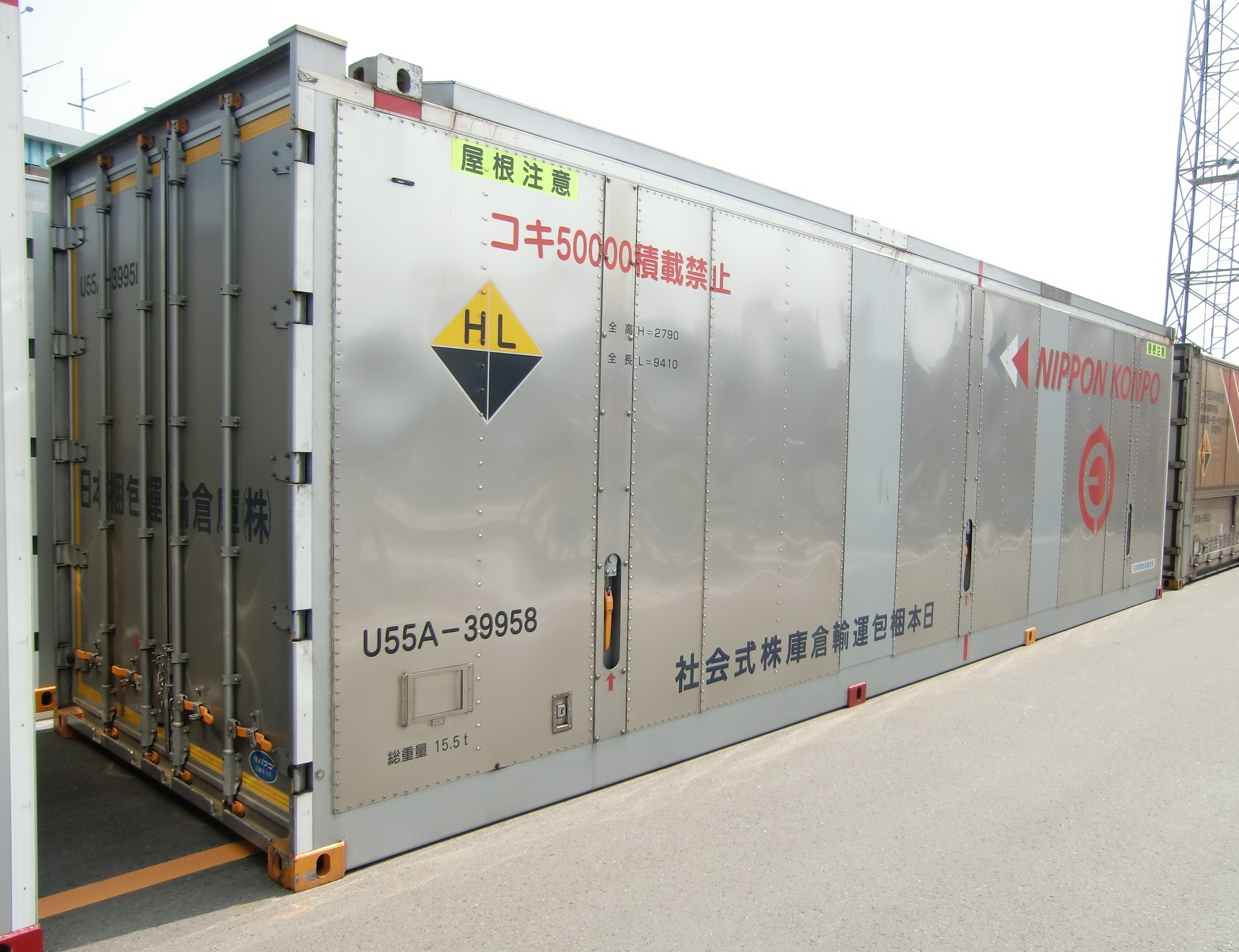
日本梱包運輸倉庫が所有の、内部の床面が上下して積荷を二段に積分け出来るために、屋根が数十cmほど上昇し上段部位の積付け作業環境が確保される。 （福岡県／福岡(タ)にて、2011年5月8日撮影）
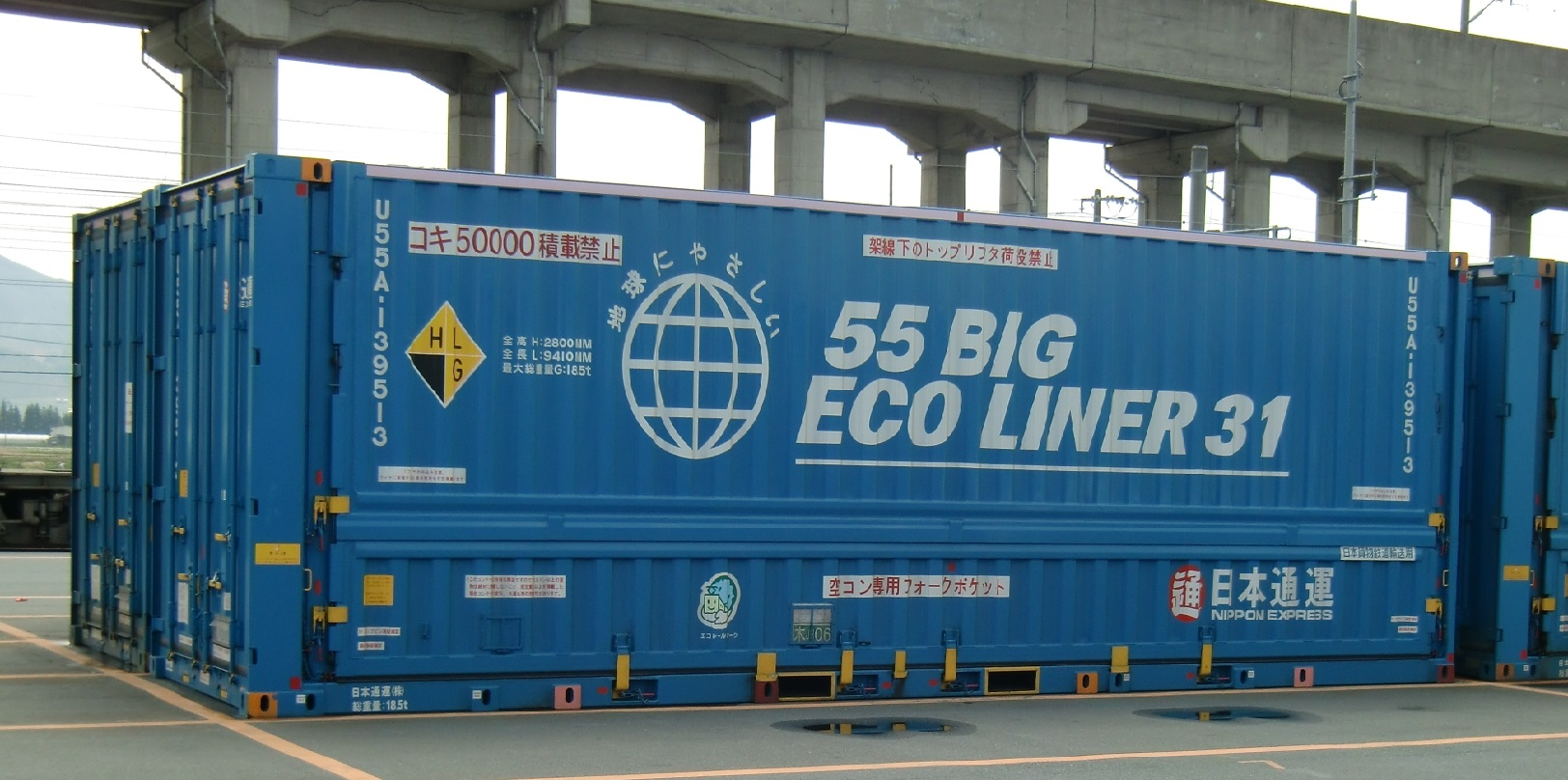
日本通運の増備分は、TOYOTAの名前を外して汎用仕様とした。登録個数が500個を超えたために、十万の位を付けて500番台の続きとして登録された事例。 （岩手県／盛岡(タ)にて、2010年5月2日撮影）